# Groupe Azelis
Azelis  est une entreprise belge, faisant partie de l'indice Bel20. Elle est à ce titre une des 20 plus grandes capitalisations de la bourse de Bruxelles. Elle a son siège à Anvers. L'entreprise est spécialisée dans la distribution de produits chimiques et d'ingrédients alimentaires. Elle est présente en Europe, au Moyen-Orient et en Afrique, en Amérique, en Inde et Asie-Pacifique .

## Historique
Le Groupe Azelis est né en 2001 de la fusion de Novorchem (Italie) et du Groupe Arnaud (France) ,,. En 2004, Azelis acquiert les sociétés du Benelux : Sibeco Group et Sepulchre ,. En 2005, Azelis acquiert le distributeur de produits chimiques Brøste au Danemark . En décembre 2006, la société de capital-investisement 3i prend une participation de 60% dans Azelis .
En septembre 2021, le Groupe Azelis entre en bourse sur Euronext Bruxelles ,.
En juillet 2024, Azelis intègre l'indice Bel20 .